# Monster Dog
Monster Dog ist ein spanischer Horrorfilm von Claudio Fragasso aus dem Jahr 1984. Der Trashfilm erreichte Kultstatus, da der Rocksänger Alice Cooper die Hauptrolle spielte.

## Handlung
Der Rockstar Vince Raven kehrt zusammen mit seiner Entourage zurück in seine alte Heimat, um dort im alten Familienanwesen ein Musikvideo zu drehen. Noch bevor sie im Haus ankommen, wird der Hausmeister Jos, der eine Willkommensparty organisiert hat, von einer Horde Hunde attackiert und getötet.
Auf der Fahrt wird Ravens Crew von der Polizei gestoppt, die den Künstler warnt, dass sich eine Horde von wilden Hunden in der Gegend herumtreibe und Menschen attackiere. Nachdem Vince die Polizeikontrolle hinter sich gelassen hat, werden die beiden Polizisten attackiert und getötet. Auf der Weiterfahrt überfährt Vince einen Schäferhund. Er kann das schwer verletzte Tier nicht leiden sehen und erlöst es mit einem Stein. Kurz darauf erscheint ein blutüberströmter alter Mann, der sie davor warnt, dass sie alle sterben werden – alle außer Vince. Vince und Sandra folgen ihm. Als er wegläuft, werden sie jedoch von einem Monsterhund attackiert und rennen zurück zum Van.
Als sie in Vince Ravens Villa ankommen, ist Jos nirgendwo zu finden. Vince nimmt eine Schrotflinte und durchsucht das Haus. Nachdem Vince aufgegeben hat, entdeckt er in der Bibliothek ein Buch über Werwölfe. Angela träumt in der Nacht davon, wie der alte Mann sie alle tötet. Als sie im Traum Vince trifft, ist dieser ein Werwolf. Am nächsten Morgen findet sie ihn in einem Schaukelstuhl, den sie auch in ihrem Traum gesehen hat. Vince erzählt ihr, dass sein Vater unter Lykanthropie litt und für mehrere Morde verantwortlich gewesen sein soll.
Am nächsten Tag filmt Vince das nächste Musikvideo zu See Me in the Mirror. Am Ende des Drehs wird Jos Leiche durch ein Fenster von außen nach innen geworfen und landet zwischen den verdutzen Personen. Angela rennt in Panik nach draußen und Vince folgt ihr, um sie zu suchen. Der Rest der Crew bleibt im Haus zurück. Kurz darauf erscheinen die zwielichtigen Dorfbewohner, die Vince für einen Werwolf halten. Sie dringen in das Haus ein und nehmen die Entourage als Geiseln. Als Vince und Angela zurückkehren, öffnet Angela die Tür und wird von den Dorfbewohnern erschossen, die sie für Vince halten. Es beginnt ein Kampf um Leben und Tod zwischen Vinces Freunden und den Bewohnern. Am Ende erscheint der Werwolf und tötet sowohl Freunde als auch Feinde. Er beruhigt sich erst, als Vince erscheint. Überlebt haben nur Vince und Sandra. Als sie mit dem Auto fliehen wollen, springt der Werwolf vom Rücksitz und beißt Vince. Sandra kann entkommen und trifft auf den sterbenden alten Mann, der ihr erzählt, dass er der Werwolf sei und von Vinces Vater attackiert wurde. Er habe nun Vince gebissen und den Fluch weitergegeben. Als Sandra Vince findet, der sich gerade verwandelt, bittet dieser sie schmerzerfüllt, ihn zu töten. Sandra erschießt ihn.

## Hintergrund
Treibende Kraft hinter dem Film Monster Dog war Produzent Eduard Sarlui, der mit seiner Firma Continental Motion Pictures möglichst günstige Videothekenware produzieren wollte. Nachdem er Riffs III – Die Ratten von Manhattan (1984) gesehen hatte, kontaktierte er Fragasso und bot ihm an, einen weiteren Tierhorrorfilm mit Hunden zu drehen. Fragasso kombinierte die Idee mit einem Werwolffilm, den er schon seit längerem im Kopf hatte. Das Drehbuch schrieb er zusammen mit seiner Frau Rosella Drudi. Als zugkräftigen Namen gelang es ihnen, Alice Cooper zu verpflichten. Dieser kam gerade aus einer Entzugsklinik und suchte dringend ein neues Projekt, um nicht wieder rückfällig zu werden. Die beiden Songs Identity Crisis, dessen Musikvideo sowohl am Anfang als auch am Ende des Films zu sehen ist, und See Me in the Mirror wurden exklusiv für den Soundtrack geschrieben.
Die Dreharbeiten fanden zwischen April und Juni 1984 in Torrelodones, einer Stadt in der Nähe von Madrid, statt. Um Geld zu sparen, ließ Sarlui gleichzeitig in Chinchón Alien Predators (1986) produzieren, bei dem Deran Sarafian Regie führte. Die meisten Aufnahmen für Monster Dog fanden in der 1920 erbauten Villa Palacio del Canto del Pico statt.
Die Dreharbeiten gestalteten sich sowohl aufgrund der Sprachbarriere (Fragasso war Italiener, die Crew bestand aus Spaniern) als auch auf Grund Fragassos zuweilen sehr aufbrausenden Temperaments schwierig. So soll laut einer Anekdote Fragasso einen Setfotografen, der eine Einstellung vermasselt hatte, mit einer geladenen Schrotflinte verfolgt haben.
Ein großes Problem stellte das titelgebende Monster dar. So waren sich die Spezialeffekte-Macher Massimo Antonello Geleng und Carlo De Marchis nicht über das Design einig und die finale Kreatur wurde erst in der letzten Drehwoche fertig. Zudem versagte die Animatronic bereits in der ersten Szene, so dass alle Szenen mit der Kreatur von Hand gedreht werden mussten. So gestaltete sich insbesondere die Finalszene als schwierig und wirkte daher im fertigen Film eher hölzern.
Fragasso und Sarlui zerstritten sich nach Beendigung der Dreharbeiten, da Sarlui den Film in einer gänzlich anderen Schnittfassung veröffentlichen ließ. Alternative Schnittfassungen mit mehr als 8 Minuten zusätzlicher Handlung sollen in Japan und Griechenland existieren.

## Veröffentlichung
Der Film erschien zunächst als Direct-to-Video in den Vereinigten Staaten und England. Die deutsche Videoveröffentlichung erfolgte im Mai 1987 über Pacific Video Plus und war in den Gewaltszenen stark gekürzt. Insgesamt fehlten etwa 5 Minuten. Dennoch setzte die Bundesprüfstelle für jugendgefährdende Schriften den Film vom November 1988 bis Oktober 2013 auf den Index.
In Italien kam der Film erst 1988 in die Kinos und verzeichnete 53.438 Zuschauer.
2019 erschien der Film in Deutschland unter dem Label Camera Obscura erstmals ungekürzt.

## Rezeption
Frank Trebbin schrieb in seiner Buchreihe Die Angst sitzt neben dir: „Der formal und inhaltlich völlig uninteressante Monster Dog ist sicher nur als Star-Vehikel für den abgehalfterten Alice Cooper gedacht, der schon seit ewig und drei Tagen auf ein Comeback hofft. Alles in allem bietet der (…) Streifen für das Horrorgenre zuviel Musikclip-ähnliche Sequenzen und zuwenig Blut und Schrecken.“
Haiko Herden lobte den Film in seinem Filmlexikon: „Gut, es gibt bessere Splatterfilme, aber MONSTER DOG bietet nicht nur das gewöhnliche "Werwolf jagt Mensch"- Spiel, sondern auch einige interessante Wendungen.“
Das Lexikon des internationalen Films schrieb: „Billiger Horrorfilm, einzig als Werbemaßnahme für den Rocksänger Alice Cooper in der Hauptrolle gedacht.“